# 2020年欧洲超级杯
2020年欧洲超级杯是欧洲超级杯的第45届赛事，这是一项由歐洲足球協會聯盟举办的年度足球比赛，参赛的两队分别为2019–20年欧洲冠军联赛冠军拜仁慕尼黑与2019–20年欧洲联赛冠军塞维利亚。这项比赛原计划于2020年8月12日在葡萄牙波尔图的火龙球场举行，但受到2019冠状病毒病疫情影响，欧足联决定比赛延期至当年9月24日，场地也改为匈牙利布达佩斯的普斯卡什体育场。欧足联亦决定允许部分观众现场观看比赛。

## 球隊
| 球隊       | 參賽途徑                  | 過往參賽（粗體代表冠軍）          |
| ---------- | ------------------------- | --------------------------------- |
| 拜仁慕尼黑 | 2019–20年歐洲冠軍聯賽冠軍 | 4（1975、1976、2001、2013）       |
| 塞维利亚   | 2019–20年歐霸盃冠軍       | 5（2006、2007、2014、2015、2016） |

## 比赛场地
在2018年5月24日于乌克兰基辅举行的欧足联执委会上，葡萄牙波尔图的火龙球场原本被确认为2020年欧洲超级杯的举办场地。但受2019冠状病毒病疫情影响，欧足联执行理事会在2020年6月17日以网络进行会议中决定将比赛场地改为匈牙利布达佩斯的普斯卡什体育场。

## 票务
本届欧洲超级杯为2019冠状病毒病疫情爆发后首个允许观众入场的欧足联赛事。由于疫情尚未结束，因此只允许不多于球场容量30%的观众入场。之后主办方决定分配给每队球迷3000张门票，另有500张门票分配给匈牙利当地的医务工作者。前往观战的外国观众必须在入境匈牙利时出示正式比赛门票和入境前三日内的核酸检测阴性证明，且在匈牙利逗留不得超过72小时。另外，体温低于37.8℃者方可入场，现场观众应保持1.5米社交距离及佩戴口罩。

## 赛事
歐洲冠軍聯賽冠軍為名義上的「主場」球隊。
| 2020年9月24日 21:00 CEST |

| 拜仁慕尼黑   | 2–1 （加時賽） | 塞维利亚  |
| ------------ | -------------- | --------- |
| - 34' - 104' |                | - 13'（） |

| 布达佩斯，普斯卡什体育场 觀眾人數：15,180 ： |

## 外部鏈結
- 官方网站